# Le Devoir de violence
Le Devoir de violence est un roman de Yambo Ouologuem publié le 1er septembre 1968 aux éditions du Seuil et ayant reçu le prix Renaudot la même année. Il s'agit du premier roman africain à recevoir ce prix.
Le roman peut être considéré comme une « contre-épopée ».

## Synopsis
1. La Légende des Saïfs : les débuts de la légende de l'empire Nakem (Mont Katséna, fleuve Yamé, Randé, Tillabéri-Bentia), et de la longue dynastie des Saïfs. Le juste Saïf Isaac El Héït, mort en 1498, puis l'impopulaire Saïf El Haram.
2. L'Extase et l'Agonie : leur lointain descendant, Saïf ben Isaac El Héït, après une violente rébellion, signe le 20 décembre 1900, un traité de paix avec les Flençéssi. L'année suivante, son fils Madoubo, et nouveau dirigeant, est l'invité officiel de la France.
3. La Nuit des géants : la France s'installe au Nakem. Dès 1919, la république africaine de Nakem-Ziuko reconduit les mêmes luttes de pouvoir, le jeu des notables africains, autour de Saïf, pour conserver les coutumes, accaparer et détourner la christianisation et la colonisation, présentes par les administrateurs ou gouverneurs Jean Chevalier et Vandame, l'abbé Henry, l'évêque Thomas de Saignac. Le double jeu des dirigeants s'accompagne de violences variées, d'assassinats (à la vipère), de trafic d'êtres humains (travailleurs drogués, vendus à La Mecque), de sorcellerie, de manipulations diverses. Deux esclaves de Saïf, Tambira et Kassoumi, vivent un amour profond, apparemment facilité par Saïf, en fait contrarié par les luttes du pouvoir représentés par Madoubo, Bourémi, Kratonga, Sankolo, Barou, Karim Bâ... L'action se concentre sur la réussite scolaire des enfants de ce couple, particulièrement Raymond Spartacus Kassoumi : certificat d'études en 1920, brevet élémentaire en 1924, lycée à Pris, baccalauréat en 1927. Ce succès est suivi d'une soirée d'orgie, au cours de laquelle Raymond retrouve sa sœur Kadidia, qui lui annonce l'anéantissement de leur famille. Raymond perd ses repères, désespère. La rencontre d'un bourgeois célibataire intéressé lui permet de poursuivre ses études, et de réussir le concours d'entrée à l'école d'architecture. En 1933, la perle noire de la culture française devient le premier bâtisseur du Nakem. Il se marie à une française, Suzanne Teyssedou, et finit par mener une vie de nègre-blanc. Il traverse le cauchemar de 39-45 en combattant. En 1947, il est désigné comme candidat député du Nakem à l'Union Française... sur décision des notables et de Saïf... Le retour au pays devrait être bref.
4. L'Aurore : cette dernière nuit avant l'élection, l'abbé Henry, devenu l'évêque Henry, se rend chez Saïf, Machiavel ou Judas  : duo, duel, dialogue des deux forces opposées. Reste le jeu dans la vie.

## Distinctions
- Prix Renaudot 1968

## Accusations de plagiat
Yambo Ouologuem est accusé de plagiat pour ce roman, notamment de C'est un champ de bataille de Graham Greene et Le Dernier des Justes d'André Schwartz-Bart. L'auteur se défend alors en expliquant avoir utilisé dans son manuscrit des guillemets pour marquer les passages incriminés comme des citations et André Shwartz-Bart, lui-même, dénie le plagiat et parle d'inspiration,.

## Postérité
Ce livre inspire l'ouvrage de l'auteur fictif T. C. Elimane, accusé de plagiat, qui est au cœur de l'intrigue de La Plus Secrète Mémoire des hommes de Mohamed Mbougar Sarr, prix Goncourt 2021.

## Éditions
- Le Devoir de violence, éditions du Seuil, 1968  (ISBN 9782020011099).